# Pagari
Pagari är en ort i Estland. Den ligger i Mäetaguse kommun och landskapet Ida-Virumaa, i den östra delen av landet, 150 km öster om huvudstaden Tallinn. Pagari ligger 74 meter över havet och antalet invånare är 148.
Terrängen runt Pagari är mycket platt. Runt Pagari är det mycket glesbefolkat, med 2 invånare per kvadratkilometer. Närmaste större samhälle är Kohtla-Järve, 16,4 km norr om Pagari. I omgivningarna runt Pagari växer i huvudsak blandskog.